# George Ansell
George Thomas Leonard Ansell (* 28. November 1909 in Worthing; † 7. Oktober 1988 in Stafford) war ein englischer Fußballspieler. 

## Karriere
Ansell kam 1927 nach Oxford und studierte dort am Jesus College vier Jahre lang Altphilologie. In den Jahren 1929 bis 1931 spielte er als Stürmer drei Mal in Folge für Oxford University AFC im Varsity Match gegen Cambridge University AFC. Zudem spielte er in dieser Zeit für die berühmte Amateurmannschaft Corinthians FC, für die er bei 22 Einsätzen 12 Tore erzielte und bei einer Tournee in die Schweiz im April 1930 zum Aufgebot gehörte. Zusätzlich war er – als Amateur gab es fast keine Einschränkungen bezüglich seiner Spielberechtigung – für den Klub seiner Heimatstadt FC Worthing aktiv. Für Worthing erzielte Ansell beim Gewinn des Sussex Senior Cups 1929 beide Tore im Finale gegen den FC Southwick. 
1930 kam Ansell, der als Halb- oder Mittelstürmer aufgeboten werden konnte, als Amateur zu Brighton & Hove Albion, im August 1931 wurde er als Profi registriert. Seinem Debüt in der Football League Third Division South im April 1932 gegen den FC Gillingham folgten in der Spielzeit 1932/33 fünf weitere Einsätze in der Liga und ein Auftritt in der Qualifikationsrunde des FA Cups, wobei er in beiden Wettbewerben jeweils einen Treffer erzielte. Im April 1933 verließ er Brighton und nahm eine Anstellung als Lehrer in Scarborough an. Zum Ende der Spielzeit 1935/36 trat er nochmals in der Football League in Erscheinung, als er vier Partien für Norwich City in der Football League Second Division bestritt und dabei ohne Niederlage blieb. In der Folge war er noch bis nach dem Zweiten Weltkrieg fußballerisch im Amateurbereich für Kimbolton Town und die Eynesbury Rovers aktiv und war bis zu seinem Ruhestand 1969 als Lehrer an der Kimbolton School in Huntingdonshire tätig.